# Bundesstraße

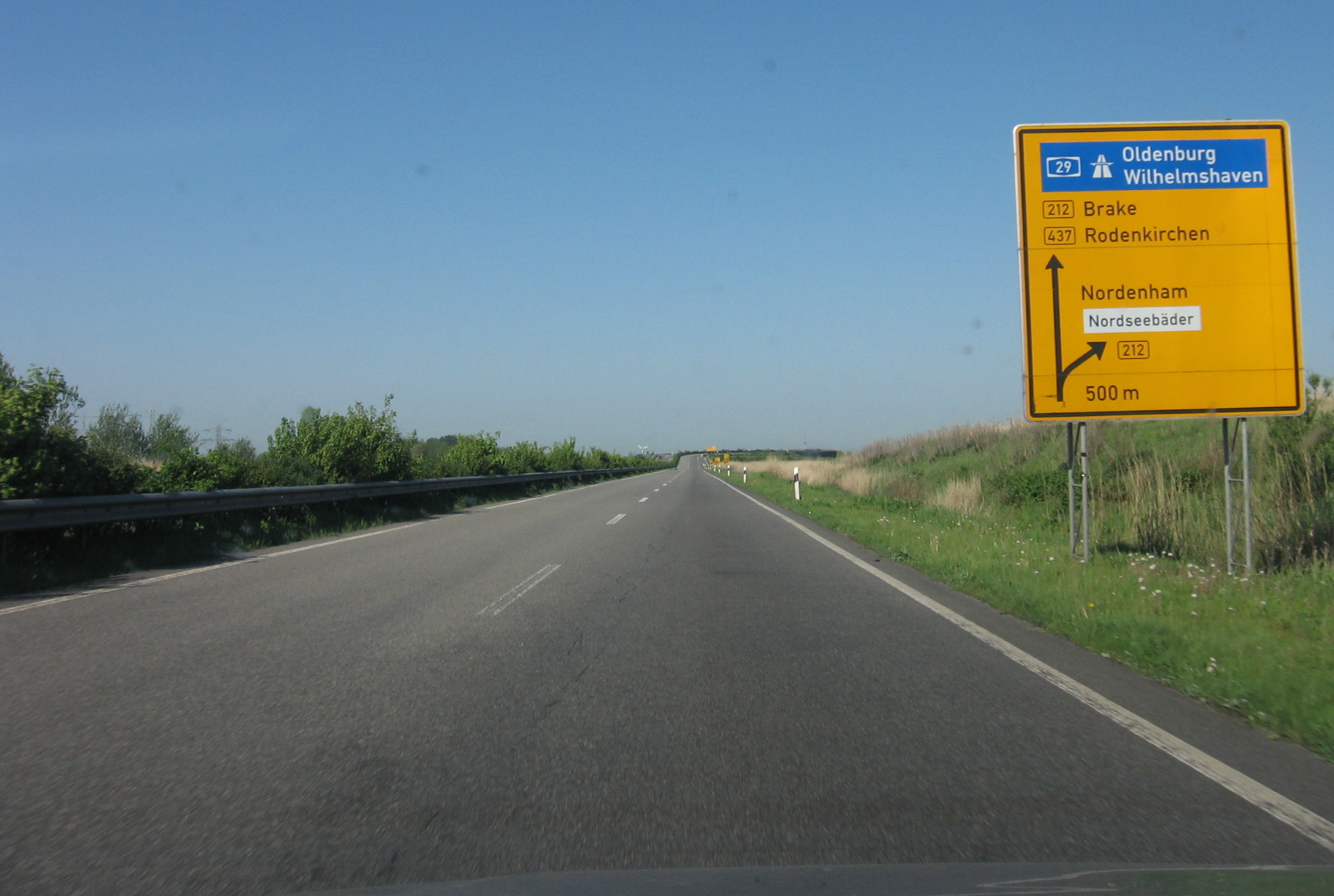
Німецька Bundesstraße 437 біля Штадланда

Bundesstraße (укр. федеральне шосе), скорочено B, є позначенням національних автомагістралей Німеччини та Австрії.

## Німеччина

Покажчик німецької Bundesstraße 1

Німецька мережа Bundesstraßen має загальну довжину близько 40 000 км. Німецька вулиця, Бундесштрассе позначена прямокутними жовтими знаками з чорними цифрами, на відміну від біло-блакитних маркерів автобанів з регульованим доступом. Bundesstraßen, як і автобани, підтримується федеральним агентством Міністерства транспорту. У системі автомобільних доріг Німеччини вони стоять нижче автобанів, але вище Ландесштрассе та Крайсштрассе, які підтримуються федеральними землями та округами відповідно. Нумерація була запроваджена законом у 1932 році та в цілому збереглася до сьогодні, за винятком доріг, розташованих на колишніх східних територіях Німеччини.

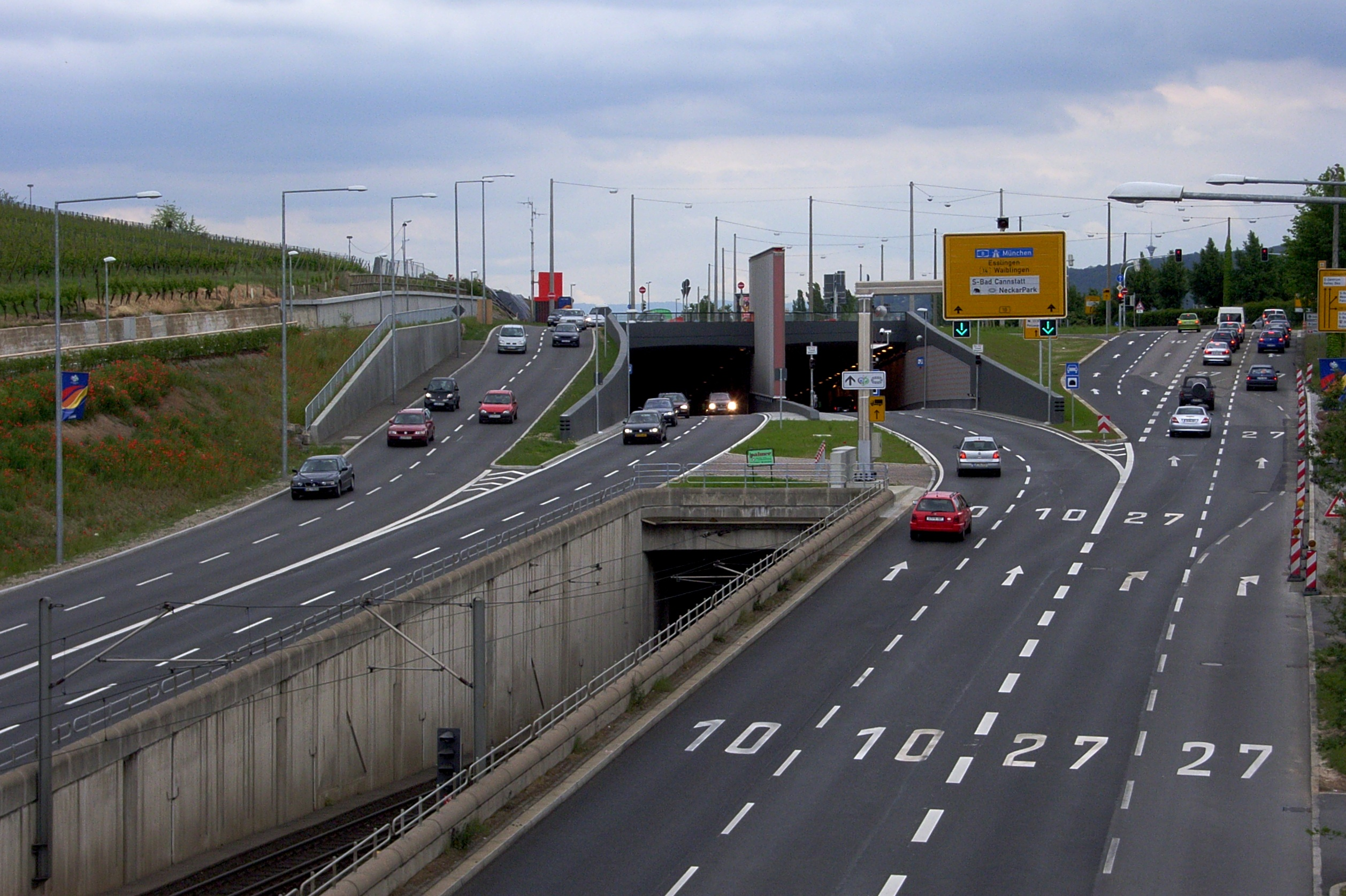
Чотири смуги B 10 і B 27 переплітаються в місті Штутгарт

Однією з відмінних рис між німецькою Bundesstraßen і Autobahnen в Австрії є те, що зазвичай існує загальне обмеження швидкості 100 км/год на федеральних трасах поза населеними пунктами, на відміну від просто рекомендаційного обмеження швидкості (Richtgeschwindigkeit) 130 км/год на немаркованих ділянках автобанів. Проте кілька вулиць Бундесштрассе було розширено як швидкісні дороги (двосторонні дороги) (розмовно називаються «жовтими автобанами»), які можна порівняти з дорогами класу А у Великій Британії, такими як A1(M). Багато з них мають обмеження швидкості зазвичай 100–120 км/год, інші мають лише рекомендаційне обмеження швидкості, наприклад автобани. Більшість ділянок федеральних автомагістралей мають лише одну проїжджу частину з однією смугою для кожного напрямку та без узбіччя.
Найближчим еквівалентом у Сполучених Штатах є система автомобільних доріг США.

## Австрія

Покажчик австрійської Landesstraße B 1

На відміну від Німеччини, згідно з поправкою до австрійського федерального акту про дороги від 2002 року, Bundesstraßen є офіційним терміном, що стосується лише автобанів (Bundesstraßen A) і доріг з обмеженим доступом (Schnellstraßen, Bundesstraßen S). Управління всіма іншими колишніми федеральними магістралями (Bundesstraßen B) перейшло до федеральних земель (Bundesländer).
Тому, офіційно класифіковані як Landesstraßen, вони все ще називаються Bundesstraßen і зберегли своє позначення "B" (за винятком Форарльберга), після якого йде номер і назва. Вони позначені синім квадратним знаком з білою цифрою і є пріоритетними дорогами.
До 2002 року існувала додаткова категорія Bundesstraßen з круглим жовтим знаком і чорним номером, який показує, що ця дорога не має фіксованого пріоритету (право проїзду для користувачів). Кілька жовтих знаків прожили довше 2002 року.

## Плани автострад
Німеччина та Австрія планують реконструювати та/або замінити Bundesstraßen (автобани) за межами населених пунктів, особливо важливих 20–30 тисяч кілометрів доріг у Німеччині. Для Австрії повинні бути перебудовані ще 8000 км Шнельштрассе на автомагістралі.